# Généralité d'Auch
1716–1790
(309 ans)
Entités précédentes :
- Création

La généralité d'Auch est une circonscription administrative de Gascogne et de Guyenne créée en 1716 par un édit du roi. Elle est un démembrement des généralités de Bordeaux et de Montauban. L'intendance de Pau y fut intégrée jusqu'en 1767 et de 1775 à 1784.
Elle se composait de cinq élections et villes abonnées ; sept pays d'États ; vingt-neuf subdélégations (variable). Sa création tardive lui conféra davantage le caractère d'une intendance.

## La généralité d'après le Règlement général du 24 janvier 1789 (États généraux)
Noms des bailliages principaux, suivis du nombre de députés à élire et du nom des bailliages secondaires :
- Sénéchaussée d'Armagnac à Lectoure, 4 députés, (Isle-Jourdain) ;
- Sénéchaussée d'Auch, 4 députés ;
- Sénéchaussée des Lannes à Dax, 4 députés, (Bayonne, Saint-Sever) ;
- Sénéchaussée de Mont-de-Marsan, 4 députés ;
- Sénéchaussée de Tartas, 4 députés ;
- Pays de Rivière-Verdun, Gaure, baronnies de Léonac et Marestaing, 4 députés ;
- Comté de Comminges à Muret, 8 députés ;
- Pays des Quatre-Vallées assemblé à La Barthe-de-Neste, 1 député.

Règlement royal du 19 février 1789 :
- Pays de Soule à Mauléon, 4 députés ;
- Sénéchaussée de Pamiers, 4 députés, Comté de Foix ;
- Sénéchaussée de Tarbes, 4 députés, (Pays de Rustaing).

## Liste des circonscriptions administratives
La généralité étant une des circonscriptions administratives majeures, la connaissance historique du territoire concerné passe par l'inventaire des circonscriptions inférieures de toute nature. Cet inventaire est la base d'une exploration des archives réparties entre les différentes Archives départementales des départements compris dans la généralité.
Ne sont pas repris les bailliages ci-dessus, leurs appellations exactes restant en particulier à confirmer.
En 1751, l'intendance de Pau fut réunie à la généralité d'Auch. Celle-ci prit alors le nom de généralité de Pau et Auch puis, en 1757, celui de généralité d'Auch et Pau. Elle comprenait alors :
- Les six élections suivantes :
  - Élection d'Armagnac, siégeant à Auch
  - Élection d'Astarac, siégeant à Mirande
  - Élection de Comminges, siégeant à Muret
  - Élection des Lannes ou Landes
  - Élection de Lomagne, siégeant à Lectoure
  - Élection de Rivière-Verdun, siégeant à Grenade
- Les cinq pays d'états suivants :
  - Le Béarn
  - La Bigorre
  - La Basse-Navarre
  - Le Nébouzan
  - La Soule
- En outre, les trois pays et les quatre villes abonnés suivants :
  - Le pays de Labourd
  - Le pays des bastilles de Marsan, Tursan et Gabardan
  - Le pays des Quatre-Vallées
  - Les trois villes de Bayonne, Mont-de-Marsan, Acqs (aujourd'hui : Dax) et Lectoure

En 1767, la généralité d'Auch et Pau fut divisée en deux généralités : celle d'Auch et celle de Bayonne. La généralité d'Auch comprit alors :
- Les cinq élections suivantes :
  - Élection d'Armagnac, siégeant à Auch
  - Élection d'Astarac, siégeant à Mirande
  - Élection de Comminges, siégeant à Muret
  - Élection de Lomagne, siégeant à Lectoure
  - Élection de Rivière-Verdun, siégeant à Grenade
- Les deux pays d'états suivants :
  - La Bigorre
  - Le Nébouzan
- En outre, le pays et la ville abonnés suivants :
  - Le pays des Quatre-Vallées
  - La ville de Lectoure

En 1774, la généralité d'Auch et celle de Bayonne furent réunies en une généralité : celle d'Auch et de Bayonne.

En 1775, les divisions de la Guyenne et de la Gascogne furent complètement modifiées. Deux généralités furent alors établies : celle d'Auch et Pau, d'une part ; celle de Bordeaux et Bayonne, d'autre part.  La généralité d'Auch et Pau comprit alors :
- Les cinq élections suivantes :
  - Élection d'Armagnac, siégeant à Auch
  - Élection d'Astarac, siégeant à Mirande
  - Élection de Comminges, siégeant à Muret
  - Élection de Lomagne, siégeant à Lectoure
  - Élection de Rivière-Verdun, siégeant à Grenade
- Les cinq pays d'états suivants :
  - Le Béarn
  - La Bigorre
  - La Basse-Navarre
  - Le Nébouzan
  - La Soule
- En outre, le pays et la ville abonnés suivants :
  - Le pays des Quatre-Vallées
  - La ville de Lectoure

En 1785, les deux généralités d'Auch et Pau, d'une part, et de Bordeaux et Bayonne, d'autre part, furent divisées en trois généralités : celle d'Auch, d'une part ; celle de Bordeaux, d'autre part ; et celle de Pau et Bayonne, enfin. La généralité d'Auch comprit plus alors que les cinq élections suivantes :
- - Élection d'Armagnac, siégeant à Auch
  - Élection d'Astarac, siégeant à Mirande
  - Élection de Comminges, siégeant à Muret
  - Élection de Lomagne, siégeant à Lectoure

En outre, en 1787, la généralité de Pau et Bayonne fut divisée en deux généralités : celle de Pau et celle de Bayonne.

- Élection d'Armagnac, siège à Auch
  - Subdélégation d'Auch
  - Subdélégation de Isle-Jourdain
  - Subdélégation d'Aignan
  - Subdélégation de Nogaro
- Élection d'Astarac, siège à Mirande
  - Subdélégation de Mirande
- Pays d'États Béarn
  - Subdélégation de Pau
  - Subdélégation d'Oloron
  - Subdélégation d'Orthez
  - Subdélégation de Sauveterre
  - Subdélégation de Morlaàs
- Pays d'États Bigorre
  - Subdélégation de Tarbes
  - Subdélégation de Lourdes
- Élection de Comminges, siège à Muret
  - Subdélégation de Muret
  - Subdélégation de Saint-Gaudens
- Pays d'États Foix
  - Subdélégation de Foix
  - Subdélégation de Pamiers
- Pays d'États Navarre
  - Subdélégation de Saint-Palais
- Pays d'États Nébouzan
- Élection de Rivière-Verdun, siège à Grenade
  - Subdélégation de Grenade
- Pays d'États Quatre-Vallées
- Élection de Lomagne, siège à Lectoure
  - Subdélégation de Lectoure
  - Subdélégation de Saint-Nicolas-de-la-Grave
- Pays d'États Soule
  - Subdélégation de Mauléon

- - Subdélégation de Lombez
  - Subdélégation de Maubourguet
  - Subdélégation de Donnezan
  - Subdélégation de Fleurance
  - Subdélégation d'Aubiac
  - Subdélégation d'Auvillars
  - Subdélégation de Saint-Girons
  - Subdélégation de Trie